# سنبل جنگلی
سنبل جنگلی (نام علمی: Platanthera chlorantha) نام یک گونه از سرده سنبل جنگلی است.